# Abus de procédure en droit québécois
Ne doit pas être confondu avec Abus de procédure en droit pénal canadien.
Pour des articles plus généraux, voir Abus du droit d'ester en justice et Procédure-bâillon.
En droit québécois, l'abus de procédure est sanctionné par les articles 51 à 56 du Code de procédure civile du Québec. 

## Comment un abus de procédure peut résulter
L'art. 51 (2) CPC dispose que « l’abus peut résulter, sans égard à l’intention, d’une demande en justice ou d’un autre acte de procédure manifestement mal fondé, frivole ou dilatoire, ou d’un comportement vexatoire ou quérulent. Il peut aussi résulter de l’utilisation de la procédure de manière excessive ou déraisonnable ou de manière à nuire à autrui ou encore du détournement des fins de la justice, entre autres si cela a pour effet de limiter la liberté d’expression d’autrui dans le contexte de débats publics ». 

## Sanctions pour une poursuite abusive ou un abus de procédure
L'art. 54 (1) CPC concerne les sanctions pour une poursuite abusive  ou tout autre abus de procédure : « Le tribunal peut, en se prononçant sur le caractère abusif d’une demande en justice ou d’un autre acte de procédure, incluant celui présenté sous la présente section, ordonner, le cas échéant, le remboursement de la provision versée pour les frais de l’instance, condamner une partie à payer, outre les frais de justice, des dommages-intérêts en réparation du préjudice subi par une autre partie, notamment pour compenser les honoraires et les débours que celle-ci a engagés ou, si les circonstances le justifient, attribuer des dommages-intérêts punitifs. ». Donc en plus de la provision de l'instance et des frais de justice, la partie  qui intenterait une poursuite-bâillon pourrait être tenue de payer les frais d'avocats de l'autre partie et des dommages punitifs.

## Règle antérieure de l'arrêt Viel
Avant la codification de l'abus du droit d'ester en justice dans le Code de procédure civile, les tribunaux québécois avaient recours à une règle jurisprudentielle issue de l'arrêt de principe Viel c. Entreprises immobilières du Terroir ltée. 

## Arrêt illustratif
À titre d'exemple d'abus du droit d'ester en justice, dans affaire Thériault-Martel c. Savoie , le tribunal a été appelé à se prononcer sur une poursuite abusive d'un entrepreneur en résidences pour personnes âgées contre la fille d'une de ses clientes, qui exprimait publiquement son mécontentement face au traitement que sa mère avait subi dans une résidence. Le tribunal a rejeté la poursuite après avoir reçu une requête de la défenderesse et il a autorisé la défenderesse à demander des dommages-intérêts au demandeur pour avoir intenté une action destinée à limiter la liberté d'expression. Il a accordé 310 000 $ à la demanderesse, dont 200 000 $ en dommages punitifs et 87 000 $ en frais extrajudiciaires. Le tribunal a tenu compte du fait que le demandeur Eddy Savoie était milliardaire et qu'il avait par conséquent les moyens financiers dans son patrimoine pour payer un tel montant.

## Faits entourant l'adoption d'une loi anti-SLAAP au Québec

### Exemples de poursuites abusives avant l'adoption de la loi
L'Association de lutte contre la pollution atmosphérique (AQLPA) a émis publiquement la crainte de devoir cesser ses activités, à la suite d'une poursuite intentée par l'entreprise de récupération de métaux American Iron & Metal (AIM). L'AQLPA avait obtenu une injonction contre AIM, après avoir constaté que la firme construisait une centre de déchiquetage de voitures sans avoir obtenu de permis de construire et sans avoir fourni d’étude d'impact environnementaux aux autorités compétentes. AIM a allégué l'existence d'un complot entre l'AQLPA et une firme de récupération de métaux concurrente, et a réclamé 5 millions $ en dommages-intérêts. L'AQLPA a répliqué par une contre-poursuite (SLAPPback).
À Sherbrooke, l'entreprise de compostage [erti-val a poursuivi Sébastien Lussier, porte-parole des voisins de l'entreprise, pour 700 000 $ après que celui-ci se fut indigné des odeurs nauséabondes qui en émanaient. Ferti-val était elle-même poursuivie en justice par la ville de Sherbrooke pour avoir contrevenu à un règlement municipal. Contre toute attente, Ferti-val a finalement plaidé coupable à la toute dernière minute et a retiré sa poursuite contre M. Lussier.
À Cantley, dans l’Outaouais, le couple Christine Landry et Serge Galipeau fait face à une poursuite de 1 250 000 $ intentée par les propriétaires du Dépôt de matériaux secs (DMS) de Cantley pour diffamation et atteinte à la réputation. Leur propriété se trouve à environ un kilomètre du DMS dont les certificats d’autorisation ont été révoqués par le Ministère du Développement durable, de l'Environnement et des Parcs du Québec (MDDEP) en septembre 2006. La fermeture de ce DMS faisait suite à de nombreuses années de non-respect des lois et règlements sur l’environnement, à une ordonnance émise par le ministre du MDDEP en juillet 2005, visant à remettre le site à l’ordre après un incendie souterrain qui a généré de l’hydrogène sulfuré ainsi que des hydrocarbures aromatiques polycycliques, et causé l'évacuation de 175 résidents du voisinage. Un an plus tard, à la suite de la contestation de la décision du ministre du MDDEP par les propriétaires du DMS, le Tribunal administratif du Québec (TAQ) rendait sa décision dans laquelle il donnait raison au ministre et révoquait de nouveau les certificats d’autorisation. Cependant, même si les actions des défendeurs ont permis d'illustrer que ce DMS présentait des lacunes sérieuses ayant des effets, notamment, sur la qualité de l’air environnant ; même si plus de 400 plaintes pour des odeurs nauséabondes et problèmes de santé aient été acheminées au MDDEP par des citoyens, et que près de 400 documents aient été déposés en preuve par le MDDEP au TAQ, la poursuite est encore pendante. Madame Landry et Monsieur Galipeau sont les seuls à assumer tous les coûts reliés à leur défense.
La compagnie minière Barrick Gold a mis en demeure Les Éditions Écosociété et les trois auteurs du livre Noir Canada, Pillage, corruption et criminalité en Afrique, et a entamé une poursuite en dommages-intérêts (5 millions de dollars pour dommages moraux compensatoires et un million à titre de dommages punitifs) après que ces derniers ont décidé de publier leur ouvrage quand même. Écosociété a par la suite lancé une campagne de solidarité et presse le gouvernement d’adopter une loi anti-SLAPP.

### Adoption de la loi anti-SLAPP en 2009
Le 3 juin 2009, le Québec devient la première juridiction canadienne à se doter d'une loi anti-SLAPP. Il s'agit de nouvelles dispositions dans le Code de procédure civil du Québec, lesquelles visent notamment à prévenir les poursuites abusives et à protéger la liberté d’expression dans le contexte de débats publics.

### Efficacité de la loi dans l'affaire Pétrolia
Bien que perfectible, la nouvelle loi trouve son utilité[non neutre]. En janvier 2011, Ugo Lapointe a fait l’objet d’une poursuite en diffamation de 350 000 $ menée par la compagnie Pétrolia pour avoir employé la métaphore du « vol » de ressources non renouvelables et collectives dans un article du journal Le Soleil paru le 3 décembre 2010. Me Michel Bélanger et le Centre québécois du droit de l’environnement accompagnent Ugo Lapointe dans sa défense. En juillet 2011, l’honorable juge Claudette Tessier Couture donne raison à Ugo Lapointe en affirmant que Pétrolia « cherche à faire taire l’opinion contraire à la sienne » et qu’elle « a utilisé de façon abusive le système judiciaire », elle ajoute: « Il est important que des “Ugo Lapointe” se lèvent, s’expriment en des termes que le citoyen ordinaire peut saisir et que les médias en fassent état ». En octobre 2011, Ugo Lapointe réplique avec une contre-poursuite (SLAPPback) et dépose à la Cour supérieure du Québec une requête en compensation de 350 000 $ en dommages punitifs contre Pétrolia pour avoir intenté une poursuite abusive. En novembre 2012, Ugo Lapointe et Pétrolia concluent une entente hors cour. Ugo Lapointe verse une partie des sommes reçues à des organismes à buts non lucratifs. Le Centre québécois du droit de l'environnement crée le Fonds Ugo Lapointe pour la liberté d'expression.